# ГЕС Банкхед
ГЕС Банкхед — гідроелектростанція у штаті Алабама (Сполучені Штати Америки). Знаходячись між ГЕС Lewis Smith (вище по течії) та ГЕС Холт (46,9 МВт), входить до складу каскаду у сточищі Блек-Уорріор-Рівер, лівої притоки річки Томбігбі, яка дренує південне завершення Аппалачів та після злиття з Алабамою впадає до бухти Мобіл на узбережжі Мексиканської затоки.
Ще в 1915 році річку нижче від злиття її витоків Mulbery Fork та Locust Fork перекрили бетонною греблею, яку в 1960-х модернізували та доповнили розташованим біля правого берегу машинним залом. Наразі ця споруда має висоту 24 метри, довжину 427 метрів та перекриває природне русло річки. Ліворуч у 1975—1980 роках облаштували комплекс нового судноплавного шлюзу, для чого проклали канал довжиною 1,5 км з мінімальною шириною 91 метр, котрий потребував виїмки 4,2 млн м3 ґрунту. На завершенні каналу розташований шлюз із розмірами камери 183х34 метри. Гребля утримує витягнуте по долині річки на 126 км водосховище з площею поверхні 37 км2 та припустимим коливанням рівня у операційному режимі між позначками 76,8 та 77,7 метра НРМ.
Машинний зал ввели в експлуатацію 1963 року з одним гідроагрегатом. У 1997-му турбіну замінили на нову типу Деріяз потужністю 54 МВт.